# Sphaerodactylus glaucus
Sphaerodactylus glaucus — вид геконоподібних ящірок родини Sphaerodactylidae. Мешкає в Мексиці і Центральній Америці.

## Поширення і екологія
Sphaerodactylus glaucus мешкають в Мексиці (на південь від центрального Веракруса і тихоокеанського узбережжя Оахаки), в Белізі, Гватемали і північно-західному Гондурасі. Вони живуть у вологих і сухих тропічнихї лісах, трапляються в садах, на плантаціях і поблизу людських поселень. Зустрічаються на висоті до 1000 м над рівнем моря. Ведуть денний, деревний спосіб життя.